# エドゥアルト・シュトラウヒ

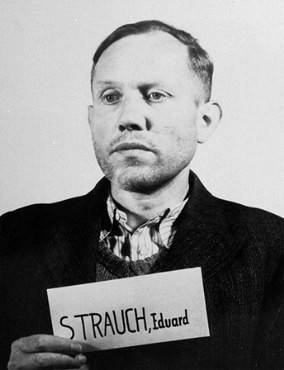
アインザッツグルッペン裁判の際のエドゥアルト・シュトラウヒ

エドゥアルト・シュトラウヒ（Eduard Strauch, 1906年8月17日 - 1955年9月15日）は、ナチス・ドイツ親衛隊 (SS) の将校。最終階級は親衛隊中佐 (SS-Obersturmbannführer)。戦時中に移動殺人部隊アインザッツグルッペンの指揮官をしていた。

## 経歴
エッセン出身。エアランゲン大学やミュンスター大学で神学を学ぶが、在学中にコースを変えて法学の学位をとって卒業した。1931年12月に親衛隊隊員となり、1934年からSDで勤務。他の多くのSDの将校と同様、シュトラウヒも独ソ戦の開始とともにアインザッツグルッペンの指揮官の一人に任じられた。アインザッツグルッペンAに属するアインザッツコマンド2隊の隊長となる。1万600人のユダヤ人がルムブラ (Rumbula) の森で殺害された1941年11月30日のルムブラ大虐殺 (Rumbula massacre) には彼の部隊も参加している。1941年12月からは白ロシアの保安警察及びSD指揮官（Kommandeure der Sicherheitspolizei und des SD, 略称KdS）に任じられている。彼は白ロシアのユダヤ人の共同体のせん滅を行ない、600以上の村を焼き払い住民を虐殺した。しかし彼はロシア占領地域親衛隊及び警察高級指導者であった親衛隊大将のエーリヒ・フォン・デム・バッハ＝ツェレウスキーと折り合いが悪く、ツェレウスキーはシュトラウヒについて「私が今までに出会った人間の中でも最低の人間」などと述べている。シュトラウヒ本人は虐殺に対して嫌悪感を抱いており、任務であったためやむを得なかったと反論していた。ただしツェレウスキーもロシア占領地で民間人の虐殺を行った人物である。1944年5月31日からはベルギーのヴァロニエンの保安警察及びSD指揮官となり、1944年10月からは武装親衛隊に編入された。
戦後、アメリカ軍によるアインザッツグルッペン裁判にかけられた。シュトラウヒは精神病を装って罪から逃れようとしたものの、見透かされて死刑判決を受けた。ところがベルギー政府から、シュトラウヒがベルギーで犯した戦争犯罪を裁くために身柄を引き渡してほしいという要求がアメリカにあり、アメリカがこれに応じたためシュトラウヒはベルギーへと移送された。ベルギーの法廷でも改めて死刑判決が下されたものの、結局刑が執行されることはなく1955年にイクルで病死した。